# مقاطعة ليفينغستون (ميزوري)
مقاطعة ليفينغستون (بالإنجليزية: Livingston County)‏ هي إحدى المقاطعات في ولاية ميزوري في الولايات المتحدة الأمريكية.